# 胡安 (蒙蒂松伯爵)

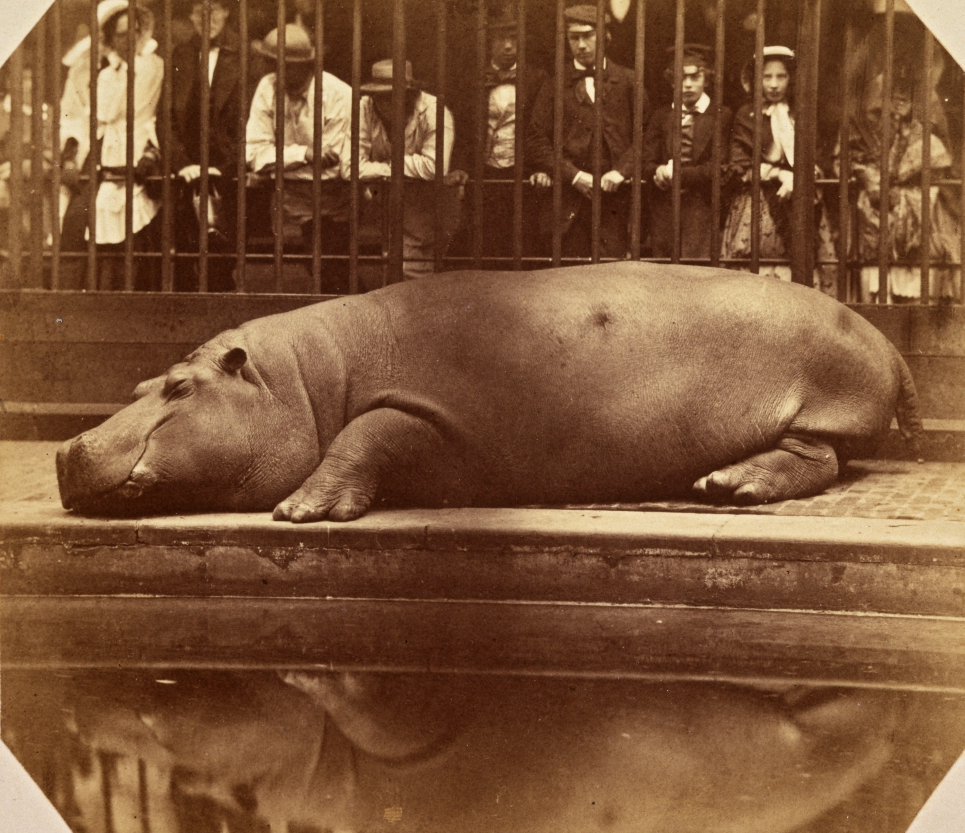
約1855年在攝政公園動物園的河馬，由蒙提宗伯爵拍攝

胡安王子（西班牙語：Infante Juan de España；1822年5月15日—1887年11月18日），是1860年至1868年間申索的西班牙卡洛斯黨王位覬覦者，自稱蒙蒂松伯爵（Conde de Montizón），1883年至1887年間同時也是法國正統派王位覬覦者。

## 申索西班牙王位
胡安的父亲卡洛斯王子为卡洛斯四世国王之子，费尔南多七世国王之弟。费尔南多无子，传位于独生女伊莎贝尔二世，引起卡洛斯王子的不满，支持卡洛斯继位的人形成了拥护卡洛斯派。卡洛斯于1855年去世后，权利传给长子，即胡安的兄长卡洛斯·路易斯。1860年4月21日，卡洛斯·路易斯被伊莎贝尔二世的军队俘虏，被迫放弃王位继承权。同年6月2日。流亡伦敦的胡安作为卡洛斯·路易斯最年长的弟弟，自稱為西班牙國王，稱胡安三世（Juan III）。但卡洛斯·路易斯一离开西班牙即于同月15日放弃逊位，称该决定是被迫的，违背意愿，所以无效。胡安对此则拒绝接受。于是两位卡洛斯派王位觊觎者同时存在，直至次年1月卡洛斯·路易斯暴亡。
1860年代初，伊莎贝尔政府人气持续走低，而胡安的自由观念也使他不能成为一名有望成功的卡洛斯派拥护对象。1866年，胡安18岁的长子卡洛斯要求父亲放弃王位继承权，胡安无所举动。但2年后的10月3日，胡安却在巴黎签署了一份逊位敕令。从此，他成为儿子卡洛斯试图在第三次卡洛斯战争中复夺西班牙王位的积极支持者。
逊位后，胡安主要住在英格兰的沃兴，用名查尔斯·蒙福特。他和英格兰女子埃伦·莎拉·卡特同居，生下儿子约翰·蒙福特（1861年—1929年）和女儿海伦（1859年—1947年）。

## 被擁立為法國王位繼承人
1883年8月24日，胡安的法國連襟兼遠房堂姪尚博伯爵亨利在奧匈帝國過世，無子嗣。亨利是法國君王查理十世唯一的孫子，也是路易十四長孫一系中最後的男丁；其死亡象徴法國波旁王室的告一段落 （至今還在世的波旁王族成員均為路易十四次孫西班牙國王費利佩五世的後裔）。亨利的遺孀，以及部分的支持者遂以薩利克繼承法，推舉作為堂叔的胡安為領袖，上君號為讓三世 （英譯為約翰三世），直至其過世。
胡安表示，「隨著我的連襟兼姪兒尚博伯爵的過世，我成了波旁王室的領袖。我決不會放棄我與生俱來的法國王位繼承權。」然而，除了這項聲明，胡安就沒有更積極的舉動；且此時法國已成為共和國十餘年，此舉對法國政治的影響微乎其微。